# Direct Line International Championships 1996
Direct Line International Championships 1996 — жіночий тенісний турнір, що проходив на кортах з трав'яним покриттям Devonshire Park Lawn Tennis Club в Істборні (Англія). Належав до турнірів 2-ї категорії в рамках Туру WTA 1996. Відбувсь удвадцятьдруге і тривав з 18 до 22 червня 1996 року. Перша сіяна Моніка Селеш здобула титул в одиночному розряді.

## Фінальна частина

### Одиночний розряд
Моніка Селеш'defeated  Мері Джо Фернандес 6–0, 6–2
- Для Селеш це був 3-й титул в одиночному розряді за сезон і 36-й — за кар'єру.[2]

### Парний розряд
Яна Новотна /  Аранча Санчес Вікаріо —  Rosalyn Nideffer /  Пем Шрайвер 4–6, 7–5, 6–4
- Для Новотної це був 5-й титул в парному розряді за сезон і 61-й — за кар'єру.[3] Для Санчес Вікаріо це був 8-й титул в парному розряді за сезон і 48-й — за кар'єру.[4]